# Anneliezen
Anneliezen was een Vlaams komisch televisieprogramma. Het werd in het najaar van 2010 op Canvas uitgezonden.
Het is een fictief praatprogramma, gepresenteerd door twee flamboyante vrouwen, beiden Annelies genaamd, vertolkt door Tine Embrechts en Karlijn Sileghem. De scenario's werden geschreven door Hugo Matthysen en het programma is geregisseerd door Stijn Coninx. Daarvoor waren beide actrices ook al samen te zien geweest in de komische programma's Het Peulengaleis en Nefast voor de feestvreugde, eveneens programma's van Hugo Matthysen en Stijn Coninx en uitgezonden op Canvas.

## Rubrieken
Het programma was opgebouwd uit verschillende rubrieken, waarbij telkens een gast werd uitgenodigd:
- De onredelijke ex van de week
- De Annelies van de week
- De merkwaardige gast van de week
- De man in de onderbroek

Deze praatmomenten werden afgewisseld met korte sketches rond 2 vrouwen (eveneens vertolkt door Tine Embrechts en Karlijn Sileghem) in verschillende grappige situaties:
- Zwemmen en Zwijgen: twee Russische dames, Olga en Tamara, proberen op een milieuvriendelijke manier (al zwemmend) van Sint-Petersburg naar Lissabon te reizen
- Volg Mij, Lieve Volgelingen: twee hippie-achtige vrouwen, Lut en Mie, proberen een eigen godsdienst uit de grond te stampen en schrijven iedere week een hoofdstuk van hun heilige boek
- Plurielle en Maladie: twee snobistische dames, Plurielle en Maladie, bespreken de meest nutteloze zaken en doen zich te goed aan wijn en zongedroogde tomaatjes
- Depriland: twee vrouwen verkleden zich als zonnebloemen, die de hele dag staan te zagen en klagen in het pretpark 'Depriland'